# Rue Sainte-Catherine (Nantes)
Pour les articles homonymes, voir Rue Sainte-Catherine.
La rue Sainte-Catherine est une voie de Nantes, en France.

## Situation et accès
Située dans le centre-ville de Nantes, la voie est bitumée, ouverte à la circulation automobile, et relie la rue Du Couëdic, au niveau du square Fleuriot-de-Langle, à l'allée Cassard, sur le cours des 50-Otages ; à cet endroit, elle termine en impasse pour la circulation automobile.

## Origine du nom
Le nom de la rue vient de la « commanderie Sainte-Catherine », créée par les Templiers au XIIe siècle, et que les Hospitaliers de l'ordre de Saint-Jean de Jérusalem reçut en héritage. Cette commanderie doit elle-même son nom à Catherine d'Alexandrie. On la désigna aussi sous les noms de « place Sainte-Catherine » ou « rue Delorme ». Le nom de « rue Sainte-Catherine » a également été porté par la rue Du Couëdic.

## Historique
Tout ce quartier formait une prairie, la Prée Nian, donnée en 1141 aux Templiers qui y construisirent une commanderie comportant une chapelle dédiée à Sainte Catherine. Cette rue abrita une fabrique de poudre qui y exista jusqu’en 1640, quand elle fut transportée au « Moulin Constant ».
La chapelle est achetée par la ville, en même temps que les maisons situées à l'ouest de celle-ci, le long des remparts. Un acte du 29 septembre 1756 fournit le procès-verbal de cession de ce lieu de culte, au prix de sept livres le pied carré, et de la vente des matériaux au prix des experts. Tous ces bâtiments sont détruits, afin de permettre les aménagements effectués par Jean-Baptiste Ceineray. À l'ouest, de nouveaux immeubles sont habités à partir de 1764, tandis que la destruction de la chapelle est achevée en 1771. La partie sud de ce pâté de maisons longe le quai Brancas, tandis que la partie nord forme la nouvelle rue Sainte-Catherine.

## Bâtiments remarquables et lieux de mémoire
Au no 10 de la rue se trouve l'entrée de l'ancien Central hôtel (actuel « Grand Hôtel » de la chaîne Mercure), un des premiers immeubles fabriqués en béton à Nantes. Sur cet édifice construit juste avant la Première Guerre mondiale, la modénature, conçue selon les règles de l'architecture néoclassique, dissimule la modernité du matériau.